# 국도 제246호선 (일본)

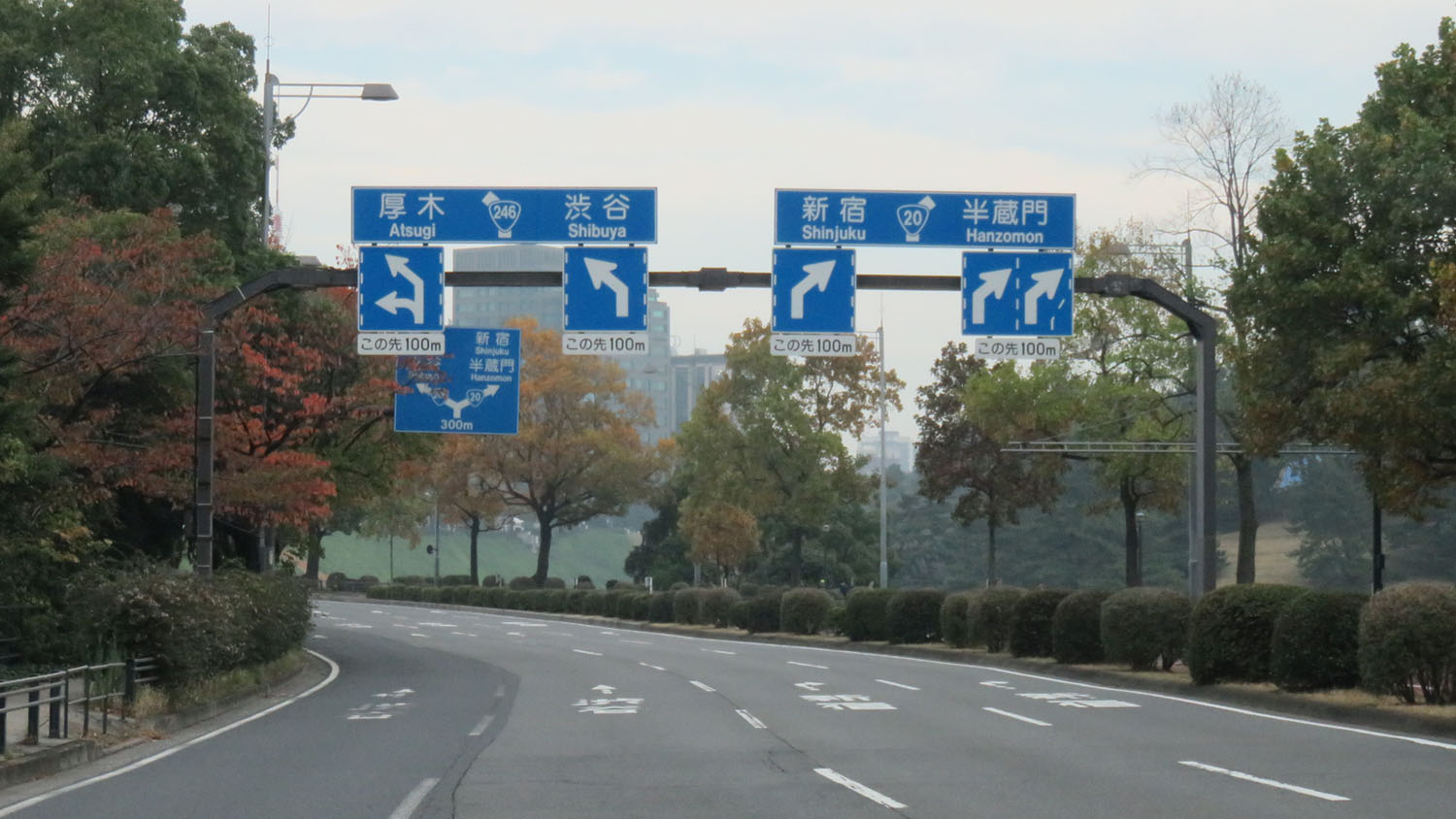
국도 246호선의 기점
도쿄도 지요다구 미야케자카 교차로 부근

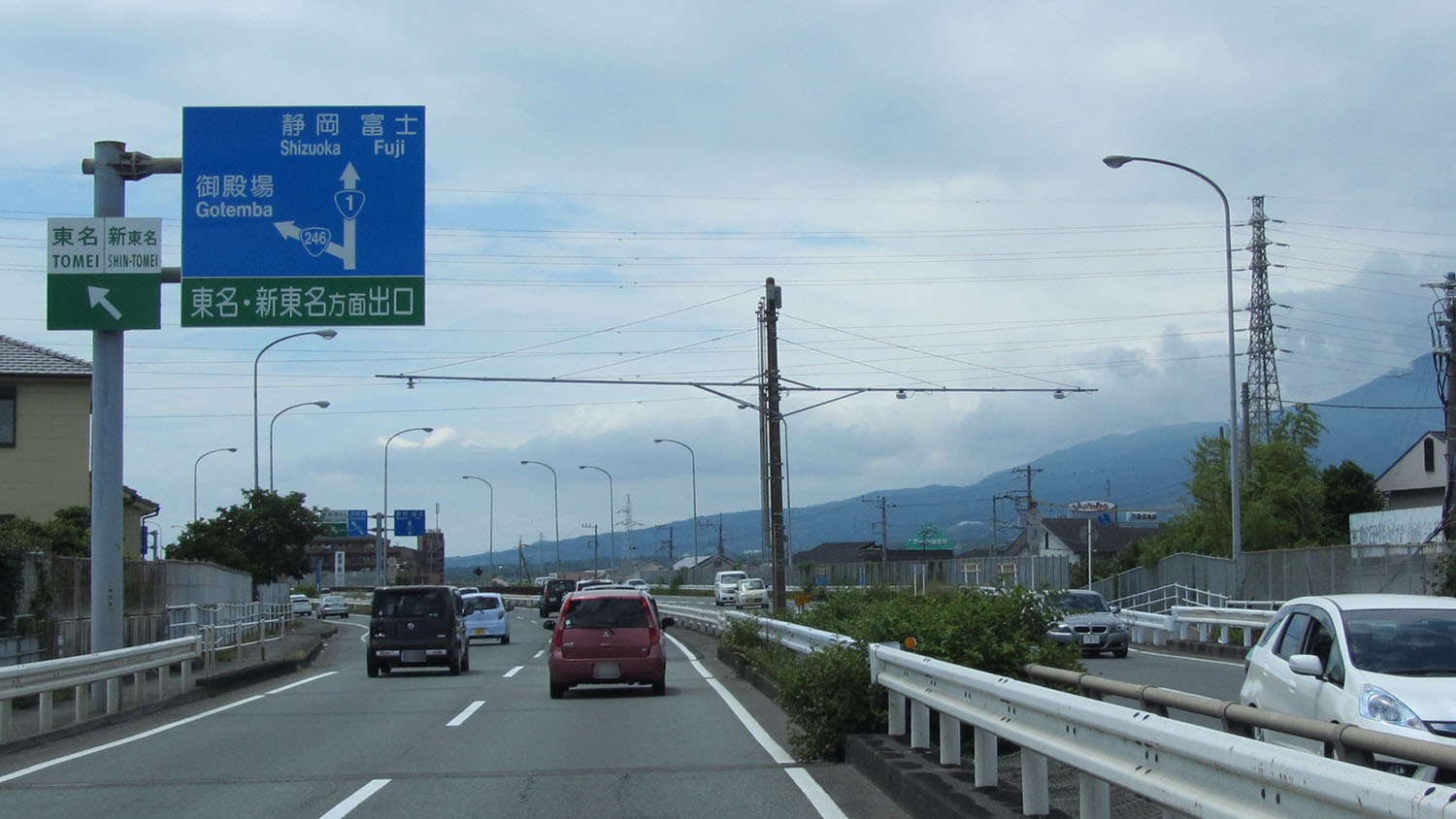
국도 246호선의 종점
시즈오카현 누마즈시 가미이시다 교차로 부근
국도 1호선 누마즈 바이패스 서행에서 국도 246호선과의 분기

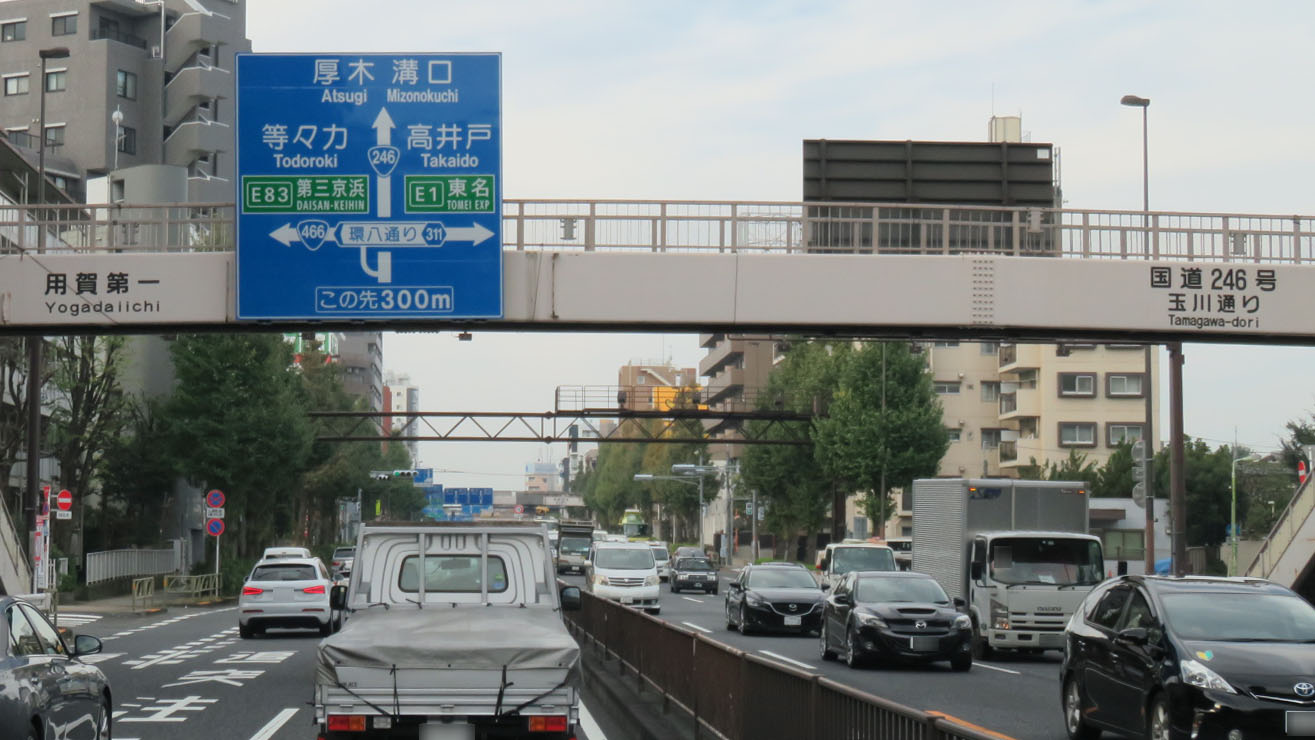
'다마가와 거리'(玉川通り)로 알려진 국도 466호선과의 분기 (도쿄도 세타가야구 요가)

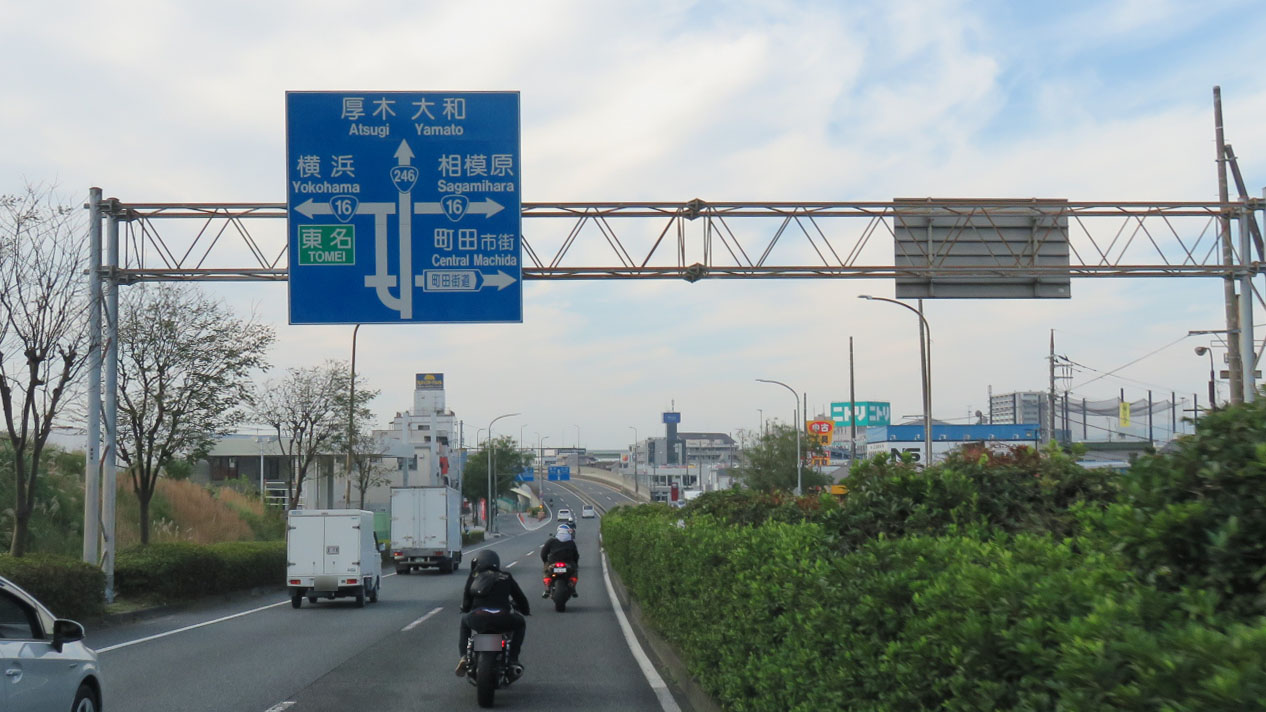
국도 제16호선과의 분기 (가나가와현 요코하마시 미도리구)

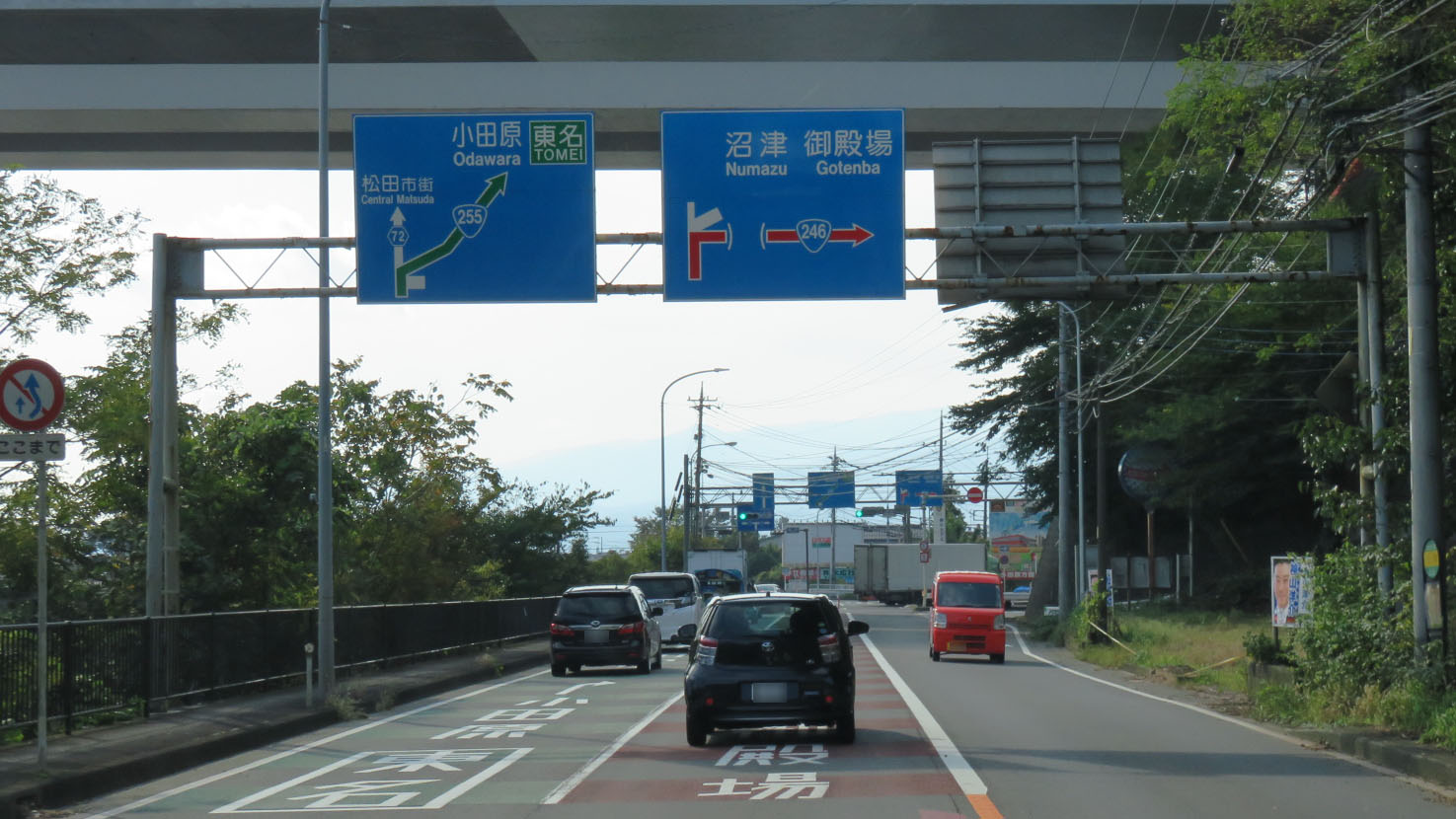
국도 제255호선과의 분기 (가나가와현 아시가라카미군 마쓰다정)

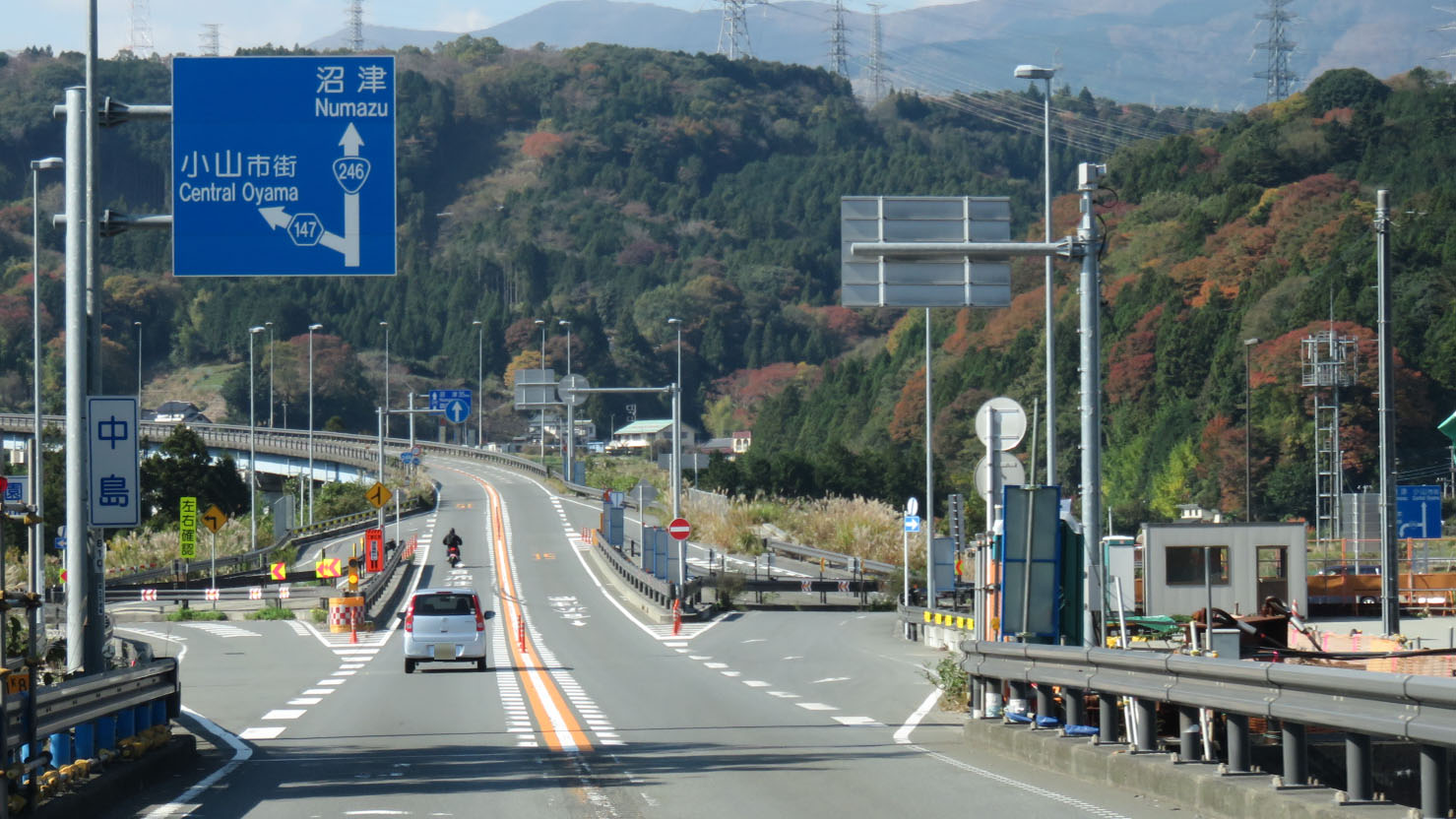
스소노 바이패스 (시즈오카현 슨토군 오야마정 나카지마)

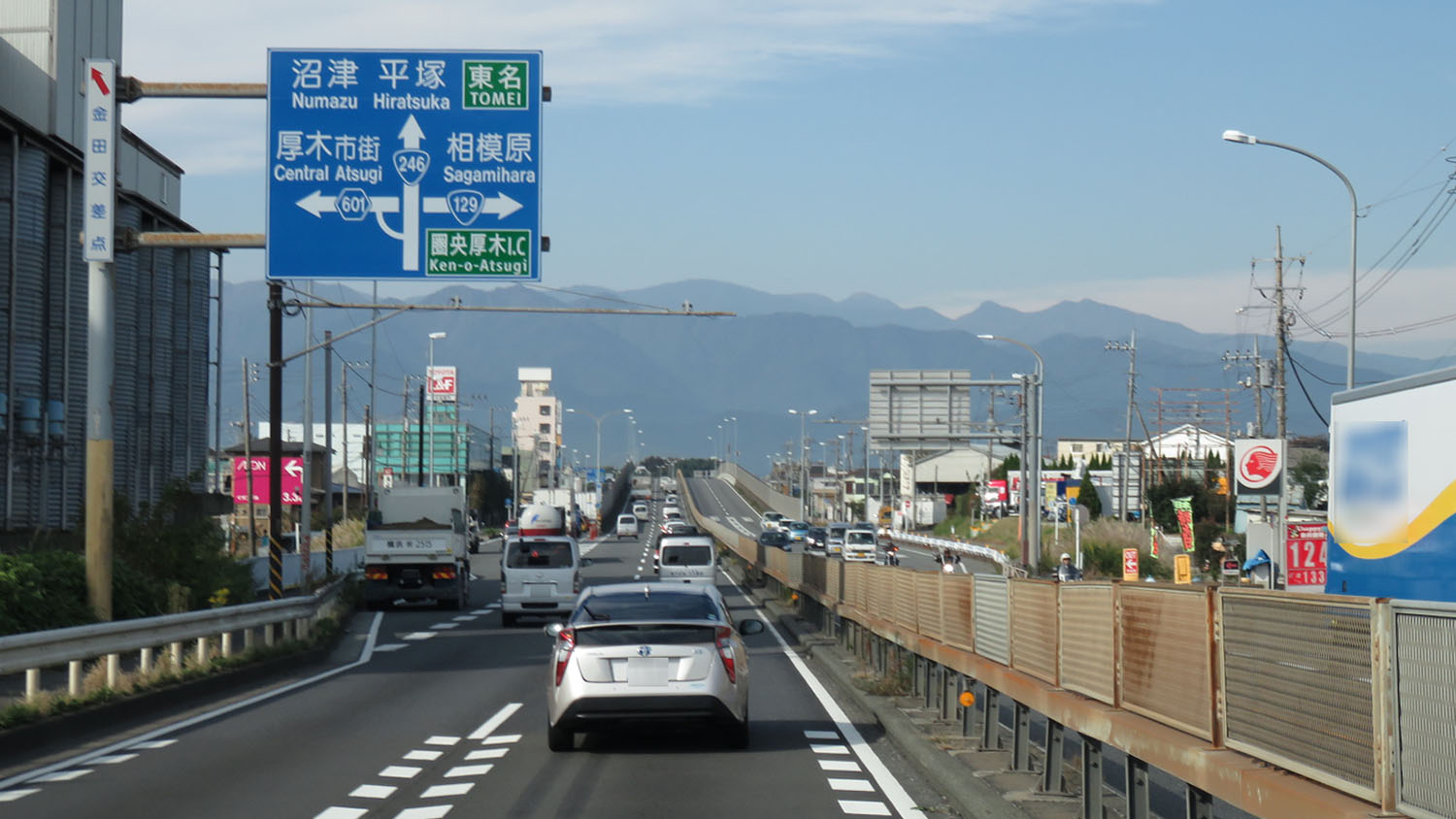
야마토-아쓰기 바이패스
(국도 제129호선과의 분기)
가나가와현 아쓰기시 가네다

일본 246번 국도(일본어: 国道246号→국도 246호)는 도쿄도 지요다구에서 시즈오카현 누마즈시까지 이르는 일본의 일반 국도 노선이다.

## 개요
도쿄도에서 가나가와현까지 이르는 일반 국도로는 15번 국도(제1 게이힌), 1번 국도(제2게이힌)와 더불어 가장 주요한 국도 노선이다. 특히 도쿄 도심부에서 가나가와현 아쓰기시 인근 지역까지는 한쪽 짜리로 구성되어 있는 2차선 이상의 입체 교차 중심의 간선도로로 정비되어 있다. 또한 가나가와현의 겐오 지역 일대를 중심으로 쇼난, 겐사이 등의 각 북부 지역을 중심으로 하여 시즈오카현의 동부 지역을 경유하여 종점인 누마즈시까지 이르는 국도 노선이다. 그래서 도쿄도와 가나가와현을 두번씩 건너는 일반 국도이기도 하다.

### 노선 정보
일반 국도의 노선을 지정하고 있는 정령에 의거한 기종점 및 경유지는 다음과 같다.
- 기점: 도쿄도 지요다구 (미야케자카 교차로 = 20번 국도와의 교점)
- 종점: 누마즈시 (가미이시다 교차로 = 1번 국도와의 교점 및 414번 국도의 종점)
- 중요한 경과지: 도쿄도 미나토구 (기타아오야마(일본어판, 중국어판) 1초메), 시부야구, 메구로구, 세타가야구, 가나가와현 가와사키시 (다카쓰구), 요코하마시, 도쿄도 마치다시, 야마토시, 자마시, 에비나시, 아쓰기시, 이세하라시, 하다노시, 아시가라카미군 마쓰다정, 시즈오카현 고텐바시, 스소노시, 슨토군 오야마정
- 총 연장: 125.3 km
- 중용 연장: 없음
- 미공용 연장:  없음
- 실제 연장: 125.3 km
- 현도: 123.5 km
- 구도: 0.8 km
- 신도: 1.1 km
- 지정 구간: 없음

## 노선 개황

### 바이패스
- 나가타초 바이패스: 지선 - 도쿄도 미나토구 아카사카 1초메 (특허청 앞 교차로) - 지요다구 나가타초 2초메 (히라카와초 교차로)
- 아오야마 거리(일본어판): 도쿄도 지요다구 나가타초 2초메 - 도쿄도 시부야구 시부야 3초메
- 다마가와 거리: 도쿄도 시부야구 사쿠라가오카초 - 도쿄도 세타가야구 다마가와 1초메
- 도쿄·요코하마 바이패스(일본어판): 도쿄도 세타가야구 다마가와 - 가나가와현 가와사키시/요코하마시 경계지점
- 야마토-아쓰기 바이패스(일본어판): 가나가와현 야마토시 가미소야기 - 가나가와현 아쓰기시
- 아쓰기-하다노 도로(일본어판): 가나가와현 아쓰기시 나카에치 - 가나가와현 하다노시 핫사와 (미개통)
- 야마키타 바이패스: 가나가와현 아시가라카미군 야마키타정 무코하라 및 야마키타 - 가나가와현 아시가라카미군 야마키타정 가미가와), 무코하라 지구에서는 무코하라 바이패스(向原バイパス)로 표현한다.
- 스소노 바이패스(일본어판): 시즈오카현 슨토군 오야마정 - 시즈오카현 누마즈시
- 누마즈 구루메 가도(일본어판): 시즈오카현 누마즈시

### 중복 구간
- 129번 국도 (가나가와현 아쓰기시 가네다·가네다 육교, 가네다 교차로 - 아쓰기시 다무라초)
- 412번 국도(일본어판) (가나가와현 아쓰기시)
- 255번 국도 (가나가와현 하다노시 히라사와 - 아시가라카미군 마쓰다정)

### 미치노에키
- 시즈오카현
  - 후지오야마(일본어판)

### 도로 정보 라디오
- 고텐바

## 지리

### 통과하는 지자체
- 도쿄도
  - 지요다구 - 미나토구 - 시부야구 - 메구로구 - 세타가야구
- 가나가와현
  - 가와사키시 (다카쓰구 - 미야마에구) - 요코하마시 (아오바구 - 미도리구)
- 도쿄도
  - 마치다시
- 가나가와현
  - 요코하마시 (세야구) - 야마토시 - 자마시 - 에비나시 - 아쓰기시 - 이세하라시 - 하다노시 - 아시가라카미군 마쓰다정 - 아시가라카미군 야마키타정
- 시즈오카현
  - 슨토군 오야마정 - 고텐바시 - 스소노시 - 슨토군 나가이즈미정 - 누마즈시

### 통과하는 도로
※ 통과하는 도로 중 도도부현도 등의 노선은 목록에서 제외한다.
고속도로 및 유료도로
- 수도고속도로 3호선 시부야선
- 제3게이힌 도로(일본어판)
- 도메이 고속도로
- 히가시-스루가완 환상 도로(일본어판)

국도
- 20번 국도 (고슈 가도)
- 466번 국도
- 409번 국도(일본어판)
- 16번 국도
- 467번 국도
- 129번 국도
- 412번 국도(일본어판)
- 255번 국도
- 138번 국도
- 1번 국도

그 밖의 도로
- 가와사키시도 사이와이 다마선 다마 연선 도로(일본어판)
- 아쓰기-하다노 도로(일본어판)

### 고개
- 젠바 고개(일본어판)

### 주변의 산
- 다카오산 (가나가와현)(일본어판)
- 오산 (가나가와현)(일본어판, 중국어판)
- 후지산

### 주변의 호수
- 신세이호(일본어판)
- 단자와호(일본어판)

## 문화 속의 246번 국도
도쿄 도심부의 미야케자카에서 롯폰기, 아오야마, 시부야 등을 지나 요코하마 등지의 고급 주택 단지를 빠져나가는 곳에서 상시적으로 드라마나 악곡 등으로 묘사하는 것은 물론 촬영지까지 지정되었다.
악곡 및 앨범 등의 타이틀
- 246:3AM(일본어판) (이나가키 준이치(일본어판), 1982년)
- 246 커넥션(일본어판) (오기노메 요코, 1987년)
- Route 246 (Lindberg, 1989년)
- 루트 246(일본어판) (후카다 쿄코, 2002년)
- Route 246 (노기자카46, 2020년)

가수
- Route246 (2002년 ~ )

가사 도중
- 각각의 의자 (노기자카46, 2016년)

비디오 게임
- 그란 투리스모 (그란 투리스모 3: A-Spec에서 신궁 외원(일본어판)을 주파하고 있는 '도쿄 루트 246'이라는 명칭을 가진 코스가 존재함)

만화
- 데스토로 246(일본어판) (타카하시 케이타로)
- 이니셜 D (시게노 슈이치), 작중에 국도 246호의 나가누키 교차로를 기점으로 하는 야비쓰 고개(가나가와현도 제70호 하다노 기요카와선(일본어판))를 홈 코스로 하고, 팀 246(투포식스)가 등장하였음.

기타
- 롱 라이더스! 투어링 코스에 자주 등장시킴

## 같이 보기
- 일본의 일반 국도 목록(일본어판)

## 참고 문헌
- 浅井建爾 (2001년 11월 10일). 《道と路がわかる辞典》 初版판. 日本実業出版社. ISBN 4-534-03315-X.
- 佐藤健太郎 (2014). 《ふしぎな国道》. 講談社現代新書. 談社. ISBN 978-4-06-288282-8.
- 佐藤健太郎 (2015년 11월 25일). 《国道者》. 新潮社. ISBN 978-4-10-339731-1.